# Enchytraeus mediterraneus
Enchytraeus mediterraneus is een ringworm uit de familie van de Enchytraeidae. De wetenschappelijke naam van de soort is voor het eerst geldig gepubliceerd in 1925 door Michaelsen.